# هيرميس مارتينيز
هيرميس مارتينيز (بالإسبانية: Hermes Martínez Misal)‏ هو لاعب كرة قدم كولومبي في مركز الدفاع، ولد في 23 سبتمبر 1979 في فاليدوبار في كولومبيا. لعب مع نادي أكويلا ونادي ميلوناريوس.